# XVIIIe siècle en sport

Chronologie du sport
- XVIIe siècle en sport - XVIIIe siècle en sport - années 1790 en sport

## Aérostation
- 21 novembre 1783 : premier vol d’un homme en ballon. Les Français Jean-François Pilâtre de Rozier et François Laurent Marquis d'Arlandes réalisent cette première sur un ballon conçu et réalisé par les Frères Montgolfier. Ce premier vol au-dessus de Paris dure 28 minutes et le ballon atteint les 1 000 m d’altitude.
- 4 juin 1784 : premier vol en ballon d'une femme. La Française Élisabeth Tible monte à bord d'une montgolfière en compagnie d'un dénommé Fleurant, ils réalisent un vol de 45 min, s'élevant à 1 500 m et parcourant 4 km.
- 7 janvier 1785 : première traversée de la Manche de Douvres à Calais en 2 heures et 25 min, à bord d'un ballon gonflé à l'hydrogène par le Français Jean-Pierre Blanchard et l'Américain John Jeffries.

## Alpinisme
- 8 août 1786 : première ascension officielle du mont Blanc par Jacques Balmat et Michel Paccard.

## Aviron
- 1715 : première course d’aviron moderne en Angleterre.
- 1756 : l'hebdomadaire New York Mercury rapporte la tenue d'une course d'aviron à New York[1].
- 1778 : première course d’aviron en Huit. Chatham contre Invincible sur la Tamise.

## Boxe
- 1719 : l’Anglais James Figgs fait figure de premier champion de boxe anglaise.
- 1730 : le champion de boxe anglaise James Figg prend sa retraite sportive après une carrière sans défaite en quelque 300 combats en onze ans! Tom Pipes prend le titre laissé vacant par Figg.
- 10 décembre 1734 : George Taylor remporte le titre de champion d’Angleterre en battant le tenant Tom Pipes. Il construit également son propre amphithéâtre où il entraîne des boxeurs et y combat à l’occasion[2].
- 1740 : le boxeur anglais John « Jack » Broughton s’empare du titre en battant le tenant George Taylor.
- 7 février 1741 : le boxeur anglais John « Jack » Broughton affronte George Stevenson. Ce dernier, pourtant boxeur réputé, est mortellement blessé au cours du combat.
- 10 avril 1750 : le boxeur anglais John « Jack » Broughton est battu par Jack Slack après une décennie de domination sans partage sur la discipline. Broughton se signale également en rédigeant un règlement (1743).
- 17 juin 1760 : après une décennie de règne très controversé (matches arrangés…), le boxeur anglais Jack Slack est battu par Bill Stevens[3].
- 2 mars 1761 : le boxeur anglais George Megg s’empare du titre en battant le tenant Bill Stevens.
- 2 juillet 1762 : le boxeur anglais George Millson s’empare du titre en battant le tenant George Megg.
- 27 août 1765 : le boxeur anglais Tom Juchau s’empare du titre en battant le tenant George Millson.
- 1769 : le boxeur anglais Tom Lyons s’empare du titre en battant le tenant Bill Darts. Tom Lyons ne combat plus par la suite et Darts récupère son titre par défaut.
- 18 mai 1771 : le boxeur irlandais Peter Corcoran s’empare du titre en battant le tenant, l’Anglais Bill Darts. Ce combat est très suspect (match truqué ?).
- 10 octobre 1776 : l’impressionnant boxeur irlandais Peter Corcoran est battu par Harry Sellers. La rumeur évoque un match truqué qui cause beaucoup de tort à Corcoran.
- Septembre 1780 : le boxeur anglais Duggan Fearns s’empare du titre en battant le tenant, Harry Sellers.
- Mars 1784 : le boxeur anglais Daniel Mendoza devient champion d'Angleterre des poids welters en battant Tom Tyne.
- 6 mai 1789 : Daniel Mendoza devient champion d'Angleterre des poids moyens en battant Richard Humphries.

## Calcio florentin
- 14 mars 1739 : dernière grande partie de Calcio donnée à l’occasion de la visite à Livourne de Frédéric Ier de Lorraine et de Marie-Thérèse d’Autriche.
- 1741 : grande partie de calcio avec le roi

## Cricket
- 1709 : premier match de cricket inter-counties en Angleterre : Kent contre Surrey.
- 1731 : incidents pendant une rencontre de cricket disputée au Chelsea Common. Bagarres entre spectateurs et joueurs…
- 1742 : la presse londonienne annonce la tenue du « plus grand match de cricket disputé depuis des années » : Slindon contre un onze de Londres. L’article appelle de plus les spectateurs à rester calme au cours de cette partie ; les débordements de supporters étaient en effet courants…
- 1744 : les premières règles unifiées de cricket sont adoptées en Angleterre. Le terme de « run » fait son apparition.
- 26 juillet 1745 : première trace d’un match de cricket féminin en Angleterre : Hambledon s’impose face à Bramley.
- 1748 : interrogée sur la question, la Justice Anglaise  tranche : le cricket n’est pas un jeu illégal[4].
- 1751 : premier match connu de cricket dans les colonies anglaises d’Amérique du Nord. La partie se joue à New York.
- 1751 : 10 000 spectateurs, soit un Londonien sur 50, assistent à un match de cricket au London Artillery Ground.
- 1752 : publication dans le New Universal Magazine des premières règles unifiées de cricket. Ces dernières sont en fait déjà en application depuis 1744.
- 1770-1791 : le club de cricket d’Hambledon se signale par les nombreux incidents générés par ses supporters… Le petit village d’Hambeldon, à 10 km de Portsmouth, devient la capitale du cricket anglais entre 1770 et 1791. Jusque-là, le Kent dominait les palmares.
- 1777 : l’entrée devient payante pour assister aux matches de cricket à l’Artillery Fields de Londres afin « d’éviter que les joueurs ne soient interrompus ». Le XVIIIe siècle est en effet marqué par de très nombreux incidents avec certains spectateurs. En instaurant l’entrée payante, les organisateurs de matches espèrent décourager certains fauteurs de troubles… Hélas, les incidents perdurent…
- 1785 : premier match de cricket au Canada ayant laissé trace jusqu’à nos jours. La partie eut lieu à l’Île Ste-Hélène au Québec.

## Escrime
- 1750 : invention du masque d’escrime.
- 1752 : premier match d'escrime.

## Football
- 1747 : le football (soule) est pratiqué en Angleterre dans les Public Schools comme Eton.
- 1749 : le football (soule) est pratiqué en Angleterre dans les Public Schools comme Westminster.

## Golf
- 1744 : fondation du premier club de golf en Écosse : The Honorable Company of Edinburgh Golfers.
- 14 mai 1754 : première partie de golf organisée par la Society of St-Andrews Golfers au golf de Saint-Andrews (Écosse). Voir l'article  Royal and Ancient Golf Club of St Andrews.

## Gymnastique
- 1776 : le pédagogue allemand Johann Bernhard Basedow (1723-1790) instaure à l’école de Dessau (Principauté d'Anhalt-Dessau) une méthode éducative faisant entrer la gymnastique au programme. L’influence de Basedow sur la pédagogie et le sport allemand est considérable. Johann Simon, prof de gym à Dessau, passe ainsi pour le premier enseignant moderne d’éducation physique.

## Jeu de paume
- 1740 : premier « Championnat du Monde » de jeu de paume. Le Français Clergé s’impose. Clergé est le premier « champion du Monde », tous sports confondus.
- 1760 : il ne reste que 13 salles de Jeu de Paume en activité à Paris. Plusieurs dizaines de salles de jeu de paume se sont muées en salle de billards ou furent recyclées en commerce ou entrepôt.
- 1765 : le Français Raymond Basson succède à Clergé comme « Champion du Monde » de jeu de paume.
- 1783 : publication en Neuchatel [= Lyon] de Traité sur la conoissance du royal jeu de paume…etc., par Louis-Claude Bruyset de Manevieux (1738-1793).
- 1785 : le Français Joseph Barcellon succède à Basson comme « Champion du Monde » de jeu de paume.
- 1789 : à la veille de la Révolution, il ne reste à Paris que 15 salles de jeu de paume pour 29 joueurs de haut niveau.

## Joutes nautiques
- Août 1704 : tournoi de joutes nautiques à Paris sur la Seine à l’occasion de la naissance du Duc de Bretagne.
- 18 mai 1720 : tournoi de joutes nautiques à Marseille à l’occasion de la visite de la Duchesse de Modène.
- 1739 Tournoi de joutes nautiques à Paris sur la Seine.
- 25 août 1743 : première édition du Grand Prix de la Saint-Louis.
- 25 août 1745 : Louis XV assiste aux joutes nautiques de la Saint-Louis à Sète. Cette compétition symbole de la cité sétoise a toujours lieu aujourd’hui.
- 24 août 1747 : à la veille du tournoi de joutes nautiques donné à Sète à l’occasion de la fête de la Saint-Louis, on débat de la mise en place d’un règlement afin « d’éviter les différents trop nombreux entre les jouteurs ».
- 25 août 1749 : Barthélémy-Louis Aubenque survole les joutes nautiques de la Saint-Louis à Sète. Ne trouvant plus d’adversaires, il joute contre le pont, arrêtant net sa barque sans tomber !
- 20 septembre 1749 : le Roi de France Louis XV assiste à un tournoi de joutes nautiques au Havre.
- 13 septembre 1782 : 100 000 spectateurs assistent au tournoi de joutes nautiques à Lyon.

## Omnisports
- 1746 : à la suite d'une révolte des Écossais contre l’occupant anglais, le « prohibition act » interdit les sports, coutumes et vêtements écossais en Écosse…
- 1770 : publication du Plan d’éducation physique de l’abbé Coyer qui dresse un tableau catastrophique de la pratique sportive dans les collèges français. Tandis que leurs homologues anglais pratiquent couramment football et cricket, notamment, les étudiants français, « Lumières » obligent, sont désormais totalement absorbés par leurs études. L’Angleterre qui considérait jadis le sport comme futile découvre ses vertus, tandis que les élites françaises, jadis férues de sport, se détournent de ces pratiques désormais jugées futiles… Le XVIIIe siècle est un siècle pivot dans ce domaine.
- 1782 : renouveau des Highland Games en Écosse à la suite de l’abrogation de la loi anglaise de 1746 interdisant les sports, coutumes et vêtements écossais en Écosse.

## Patinage sur glace
- 1742 ou 1744 : fondation du premier club de patinage de vitesse : l’Edinburgh Skating Club.

## Pelote basque
- 1755 : première mention d’une partie de Pelote Basque, version locale du jeu de paume.

## Sport hippique
- 1750 : fondation en Angleterre du Jockey Club.
- 1752 : première course hippique de steeplechase à Cork, Irlande.
- 20 avril 1776 : inauguration officielle en présence de la Cour du premier hippodrome permanent à Paris dans la plaine des Sablons (Neuilly).
- 1776 : première édition de la course hippique anglaise de Saint-Léger, à Doncaster.
- 1780 : première édition de la course hippique anglaise du Derby. Sam Arnull sur Diomed s’impose.

## Sumo
- 1761 : première édition du grand tournoi de Sumo de Kanjin-Zumo à Edo (Tokyo).

## Voile
- 1720 : fondation du Yacht Club de Cork (Irlande).

## Naissances
- 1704 : 
  - 5 juillet : Jack Broughton, boxeur anglais. († 8 janvier 1789).
- 1713 :
  - ? : Maruyama, lutteur de sumo japonais. († 14 novembre 1749).
- 1764 : 
  - 5 juillet : Daniel Mendoza, boxeur anglais. († 3 septembre 1836).
- 1769 :
  - 25 septembre : John Jackson, boxeur anglais. († 7 octobre 1845).
- 1776 :
  - 15 novembre : Pehr Henrik Ling, pédagogue suédois. Inventeur et initiateur de la gymnastique. († 3 mai 1839).
- 1778 :
  - 11 août : Friedrich Ludwig Jahn, éducateur allemand. Promoteur de la gymnastique. († 15 octobre 1852).
- 1781 :
  - 15 avril : Jem Belcher, boxeur anglais. († 30 juillet 1811).
  - 8 juillet : Tom Cribb, boxeur anglais. († 11 mai 1848).

## Décès
- 1749 :
  - 14 novembre : Maruyama, 36 ans, lutteur de sumo japonais. (° 1713).
- 1789 :
  - 8 janvier : Jack Broughton, 84 ans, boxeur anglais. (° 5 juillet 1704).